# Klemens Nakwaski
Klemens Nakwaski herbu Prus II (ur. 1720 - zm. 14 stycznia 1801) – podkomorzy wyszogrodzki w 1768 roku,  pisarz ziemski i grodzki wyszogrodzki, regent ziemski i grodzki wyszogrodzki w 1763 roku.

## Życiorys
Poseł województwa mazowieckiego na sejm konwokacyjny 1764 roku. Był członkiem konfederacji generalnej 1764 roku. Elektor Stanisława Augusta Poniatowskiego z ziemi wyszogrodzkiej w 1764 roku. 
Poseł na sejm 1778 roku z ziemi wyszogrodzkiej.
Właściciel majątków Nakwasin, Mała Wieś, Gałki, Liwin, Wilkanowo, a od 1763 jeszcze majątku Kępa Polska, gdzie ufundował kościół pod wezwaniem św. Klemensa.